# Dicraeus ingratus
Dicraeus ingratus är en tvåvingeart som först beskrevs av Friedrich Hermann Loew 1866.  Dicraeus ingratus ingår i släktet Dicraeus och familjen fritflugor. Arten är reproducerande i Sverige. Inga underarter finns listade i Catalogue of Life.